# Abraham Rademaker
Abraham Rademaker (Lisse, 1676/'77 – Haarlem, 21 januari 1735) was een Nederlands kunstschilder, tekenaar, prentenmaker en -handelaar. Hij produceerde vooral topografisch getinte tekeningen en schilderde landschappen. Bepaalde gebouwen en landschappen konden ook op bestelling geleverd worden.
Zijn vader, Frederik Rademaker, was glazenmaker. Abraham was getrouwd met Maria Rosekrans en hij was onkerkelijk.
In zijn jeugd was hij altyt bezig met tekenen (...) met zulk een taei gedult en ongemeene naerstigheit, dat hy heele maenden achtereen in huis zat, zonder uitgaen. Hij leerde zichzelf het vak, zonder leermeester, en Naeulyks was hy dezelve kundig, schappen met grootsche Gebouwen, aerdige Ruinen, fraeie Beeltjes en Beesten, en ook wel met allerlei Vogelen, te versieren.

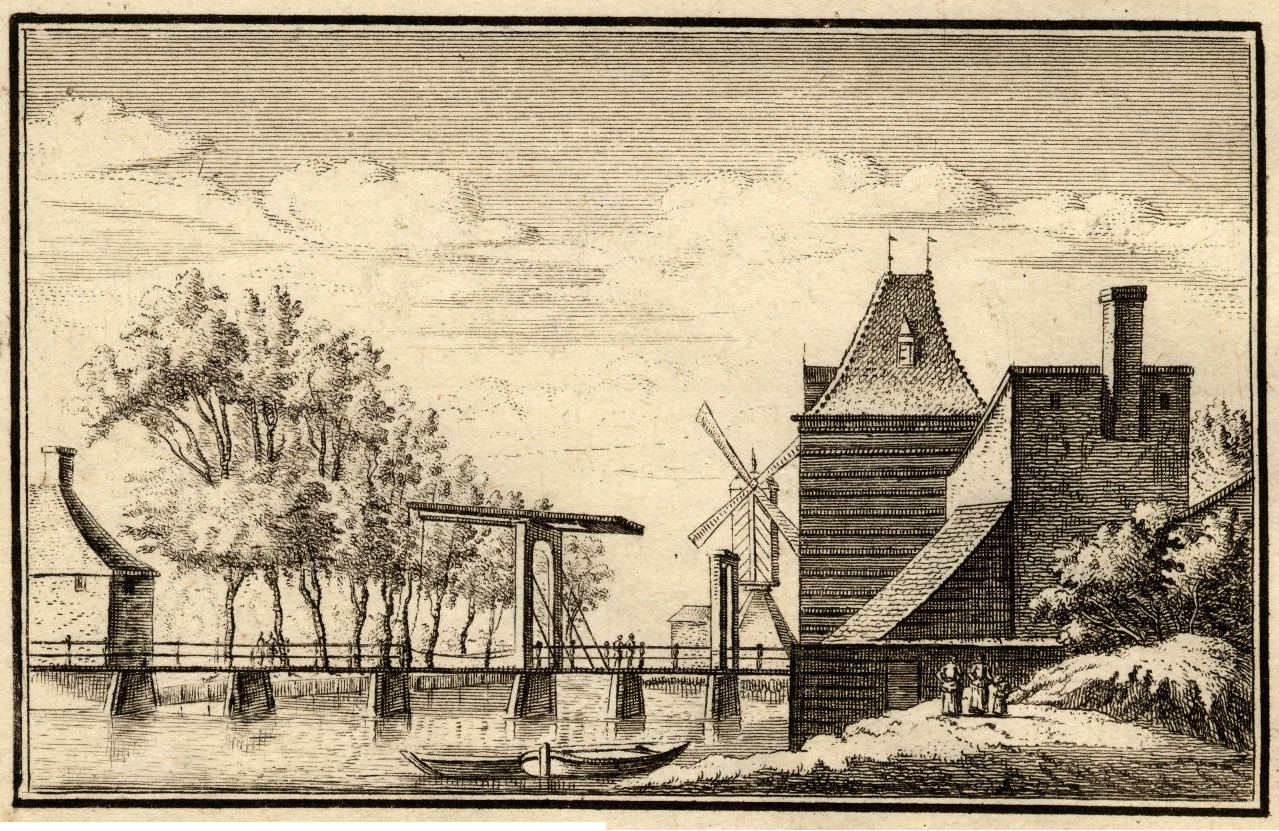
Gravure uit de achttiende eeuw van de tweede Marepoort te Leiden door Abraham Rademaker. De poort was toen al afgebroken.

Zijn werk vond in de 18e eeuw gretig aftrek, daar er vele verzamelaars waren van topografische afbeeldingen. Terwijl in de 17e eeuw vooral stadsbeschrijvingen en -gezichten populair waren, legde men in de 18e eeuw de nadruk op kastelen, buitenplaatsen en ruïnes in het buitengebied. Vooral de sinds 1725 uitgegeven boeken met prenten van zijn hand waren populair. Daartoe behoort het Cabinet der Neederlandse Oudheeden en gesigten vervat in drie hondert konst plaaten. Uiteindelijk heeft hij ongeveer 700 kastelen getekend.

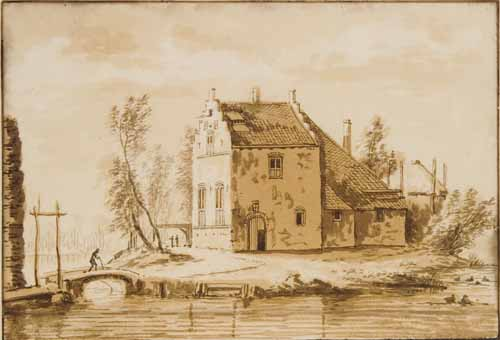
Kasteel Boelenham in oude glorie, door Abraham Rademaker tussen 1697-1735.

De particulieren verkochten uiteindelijk deze prenten weer en via omwegen kwam veel werk van hem gedurende de 19e en 20e eeuw uiteindelijk in openbare museumcollecties terecht.
In 1750 werd zijn levensbeschrijving opgenomen in De nieuwe schouburg der Nederlantsche Kunstschilders en schilderessen, samengesteld door Jan van Gool.
- Bibliothèque nationale de France: cb149723826 (data)
- Biografisch Portaal: 30495668
- Digitale Bibliotheek voor de Nederlandse Letteren: rade027
- Gemeinsame Normdatei: 132345692
- International Standard Name Identifier: 0000 0000 6663 3418
- KulturNav: c3b7f770-cbf7-463a-9a79-22cce3249128
- Library of Congress Control Number: nr98040393
- Nationale Bibliotheek van Tsjechië: mzk2008453566
- Nationale Bibliotheek van Israël: 987007289356005171
- Nederlandse Thesaurus van Auteursnamen: 07188341X
- RKD-Nederlands Instituut voor Kunstgeschiedenis: 65367
- Système universitaire de documentation: 118437488
- Union List of Artist Names: 500032675
- Virtual International Authority File: 61821865
- WorldCat: E39PBJwCThyDRpVgtdRYF3Krv3

1. ↑  RKDartists; geraadpleegd op: 15 oktober 2016; RKDartists-identificatiecode: 65367.